# 玄界灘

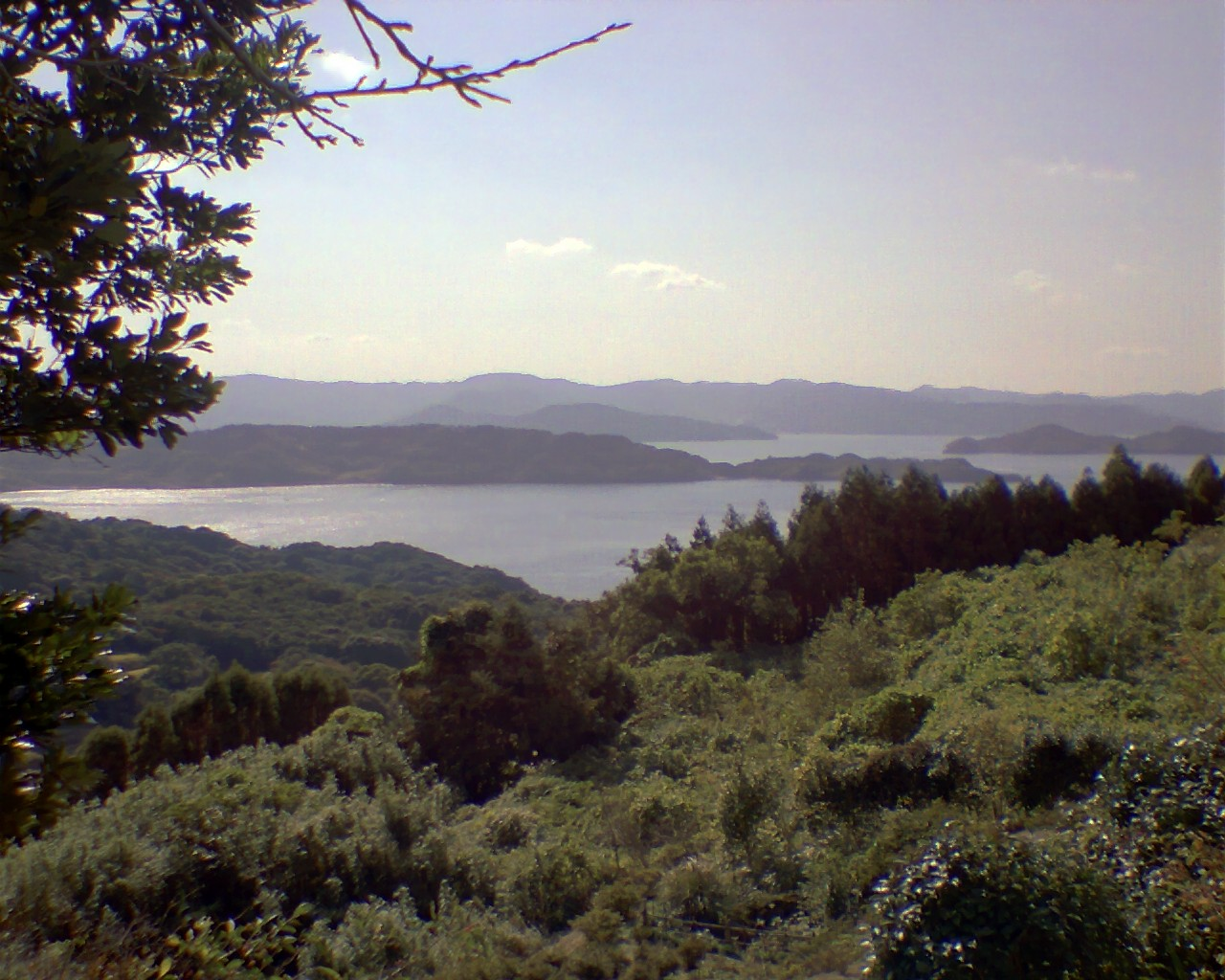
從唐津市肥前町望玄界灘

玄界灘（日语：／ Genkainada */?）），是日本九州西北部的海域。大陸棚廣闊，有對馬海流經過，為世界有名的漁場。

## 名稱
玄界灘略稱「玄海」（／ Genkai），「玄海灘」是誤記。古代也寫作「玄界洋」，所以也略稱「玄洋」（／ Gen'yō）。

## 地理
玄界灘南側為大陸棚，深度200m以上。對馬海流從西南流向東北。日本列島雛形形成於新生代時，日本海是一個巨大的湖泊，當時與朝鮮半島有陸路相連。據說與玄界海相對應的海域是在第四紀前後形成的。 有指出玄海存在未知的海底斷層，並可能與福岡市的警固斷層有關，學術機構正在進行研究調查。
九州和山口縣的沿海地區氣候溫和，但在冬季，出現了日本海側氣候特徵。 受西北季風和對馬海流的影響會產生雲，因此陰天多，沿岸可能會下雨或下雪。

## 範圍
一般指從福岡縣宗像市的鐘之岬經志賀島、糸島半島、唐津灣到佐賀縣唐津市的東松浦半島的海岸，直到外海的大島、沖之島、長崎縣的壹岐、對馬的海域。東方接響灘、西方是東中國海、北方連接日本海。

### 範圍內的島
- 福岡縣
  - 大島
  - 相島
  - 沖之島
  - 玄界島
  - 小呂島
- 佐賀縣
  - 小川島
  - 加唐島
  - 松島
  - 馬渡島
- 長崎縣
  - 壹岐島
  - 對馬

### 主要港口
- 福岡縣
  - 博多港
  - 鐘崎漁港
- 佐賀縣
  - 唐津港
  - 呼子港
- 長崎縣
  - 鄉之浦港
  - 印通寺港
  - 勝本港
  - 蘆邊漁港
  - 嚴原港
  - 比田勝港

## 歷史
1905年，東鄉平八郎率領連合艦隊和俄羅斯帝國的波羅的海艦隊發生日本海海戰的激戰地。
2005年3月20日10時53分發生芮氏地震規模7.0的福岡縣西方沖地震（福岡縣北西沖地震）的震央。

## 以玄界、玄海為名的事物
- 玄界島
- 福岡市立玄界小中學校
- 福岡縣立玄界高等學校
- 玄海町
- 玄海核電廠
- 宗像市立玄海中學校
- 宗像市立玄海小學校
- 宗像市立玄海東小學校
- 玄海國定公園
- 玄洋社

## 關連項目
- 玄海國定公園
- 玄界灘海難事故
- 福岡縣西方沖地震
- 響灘